# (34596) 2000 TB34
2000 TB34 (asteroide 34596) é um asteroide da cintura principal. Possui uma excentricidade de 0.16904930 e uma inclinação de 11.77029º.
Este asteroide foi descoberto no dia 4 de outubro de 2000 por Wolf Bickel em Bergisch Gladbach.